# Esarcato (Impero bizantino)
Nell'impero bizantino, l'Esarcato era un distretto amministrativo guidato da un esarca; fu in qualche modo un precursore del thema di epoca successiva.
L'esarca era nel primo periodo bizantino, cioè alla fine dell'epoca tardoantica, il titolo di governatore del territorio amministrativo africano (Esarcato d'Africa) e italiano (Esarcato di Ravenna) appartenente all'Impero Romano d'Oriente o bizantino, che nella area da lui amministrata, l'Esarcato, esercitava la suprema autorità militare e civile. Combinando le due competenze in una carica, venne meno la pratica della chiara separazione delle due aree, che era stata consuetudine per circa 300 anni, in età tardoromana.
Il titolo di esarca si riferiva originariamente a un ufficiale dell'esercito tardoromano. Il grado nella sua nuova forma era stato creato dall'imperatore romano d'oriente Maurizio (582-602), che in tal modo rinforzava la sicurezza delle zone periferiche vulnerabili. Solo in questo modo fu possibile che i due distretti riconquistati da Giustiniano, la zona dell'Africa (capitale Cartagine) e dell'Italia (capitale Ravenna) potessero continuare ad esistere come parti dell'impero, poiché i due esarchi potevano agire in modo relativamente indipendente e flessibile, mentre l'attenzione del governo centrale era dedicata ad altre questioni. Tutto questo fu ottenuto nonostante la diminuzione del potere di Costantinopoli, le cui forze erano attaccate su tutti i fronti contemporaneamente: ad est dai Sasanidi e poi contro gli arabi (vedi espansione islamica), nei Balcani contro gli Avari e gli Slavi in Italia contro i Longobardi e successivamente contro i pirati arabi, in Africa anche contro i berberi e gli arabi. A volte però le vicende degli esarcati influenzarono il corso degli eventi nella capitale: nel 610 il rovesciamento dell'imperatore Foca avvenne per una ribellione dell'esarca di Cartagine, che era iniziata due anni prima.
Gli esarcati scomparvero nell'alto medioevo con il crollo generalizzato del dominio bizantino in Occidente: nel 697/98 Cartagine cadde sotto gli arabi, nel 751 Longobardi conquistarono Ravenna.